# Akustocerebrografie
Die Akustocerebrografie (ACG) ist ein Diagnoseverfahren in der Medizin, das in erster Linie zur Diagnose von Erkrankungen des Gehirns und des Zentralnervensystems dient.
Es kann auch für die kontinuierliche Überwachung des Gehirns und des Hirndrucks verwendet werden. Die ACG ist eine nichtinvasive, transkranielle akustische Spektroskopie auf Basis der Molekularen Akustik und erlaubt die Untersuchung von Zell- und Molekularstruktur des Gehirns. Sie funktioniert nebenwirkungsfrei ohne die Verwendung von ionisierender Strahlung. Die ACG ermöglicht auch die Beurteilung des Blutflusses und zerebraler Durchblutungsstörungen.

## Passive und aktive Akustocerebrografie

### Passive Akustocerebrografie
Der Blutfluss durch das vaskuläre System des Gehirns übt Kraft auf das umgebende Gewebe aus und erzeugt dessen Bewegung. Jeder Herzschlag erzeugt Schwingungen des Gehirns im Schädel gemäß einem sich wiederholenden Muster. Diese Schwingung ist abhängig von der Größe, Form, Struktur und des Blutflusses im vaskulären System des Gehirns. Die Schwingbewegung bewegt das Hirngewebe und die Rückenmarksflüssigkeit und übt minimalen Druck auf den Schädel aus (Hirndruckänderungen). Die Wirkung dieser Schwingungen auf den Schädel können wiederum erfasst und gemessen werden. Um diese Signale auf der Kopfhaut zu erkennen, werden gegenwärtig vor allem passive Sensoren wie Beschleunigungsmesser eingesetzt, manchmal zum Zwecke der Signalaufnahme auch hochempfindliche Mikrofone.
Dank der Digitalisierung der Sensorsignale ist es möglich, die Bewegungsmuster des Schädels zu messen. Die Hirnsignaleigenschaften (die Signaturen) werden mit speziellen Algorithmen untersucht und als normale oder als Muster mit verschiedenem abnormem Verlauf identifiziert.

### Aktive Akustocerebrografie
Die aktive ACG verwendet ein Mehrfrequenz-Ultraschallsignal, um unerwünschte zelluläre oder molekulare Veränderungen im Hirngewebe zu erkennen und zu klassifizieren.
Zusätzlich zu den Vorteilen der passiven ACG ermöglicht die aktive ACG auch eine Spektralanalyse der akustischen Signale. Mit solchen Spektralanalysen lassen sich nicht nur die Veränderungen im vaskulären System des Gehirns, sondern auch in seiner Zell- und Molekularstruktur beurteilen.
Eine Variante der aktiven ACG ist die TCD-Untersuchung (von engl. Transcranial Doppler). Transkranielle Doppler und deren neuere Version, die transkraniellen Farb-Doppler (TCCD), sind Ultraschall-Messverfahren, welche die Geschwindigkeitsmessung des Blutflusses durch die Blutgefäße des Gehirns ermöglichen. Sie werden verwendet, um die Diagnose von Embolien, Stenosen oder der Gefäßverengung aufgrund z. B. von Subarachnoidalblutungen (Blutungen aus dem Aneurysma) zu unterstützen.

## Anwendungsfelder der Akustocerebrografie
Im Gegensatz zu Ergebnissen aus Momentaufnahmen wie MRT und CT ermöglicht die ACG eine aufwandsarme kontinuierliche Echtzeitüberwachung des Patienten, insbesondere in der zeitkritischen Akutphase nach einem Schlaganfall oder Schädel-Hirn-Trauma. Dabei werden die Messdaten mithilfe statistischer und mathematischer Methoden ausgewertet und auf einem Monitor angezeigt. Die computergestützte Analyse der Signale ermöglicht dem Arzt bzw. dem medizinischen Pflegepersonal eine klare Interpretation des Ergebnisses unmittelbar nach Einsatz des Geräts. Die ACG ermöglicht außerdem eine präventive Diagnose pathophysiologischer Veränderungen im Gehirngewebe.